# Serra de Montejunto

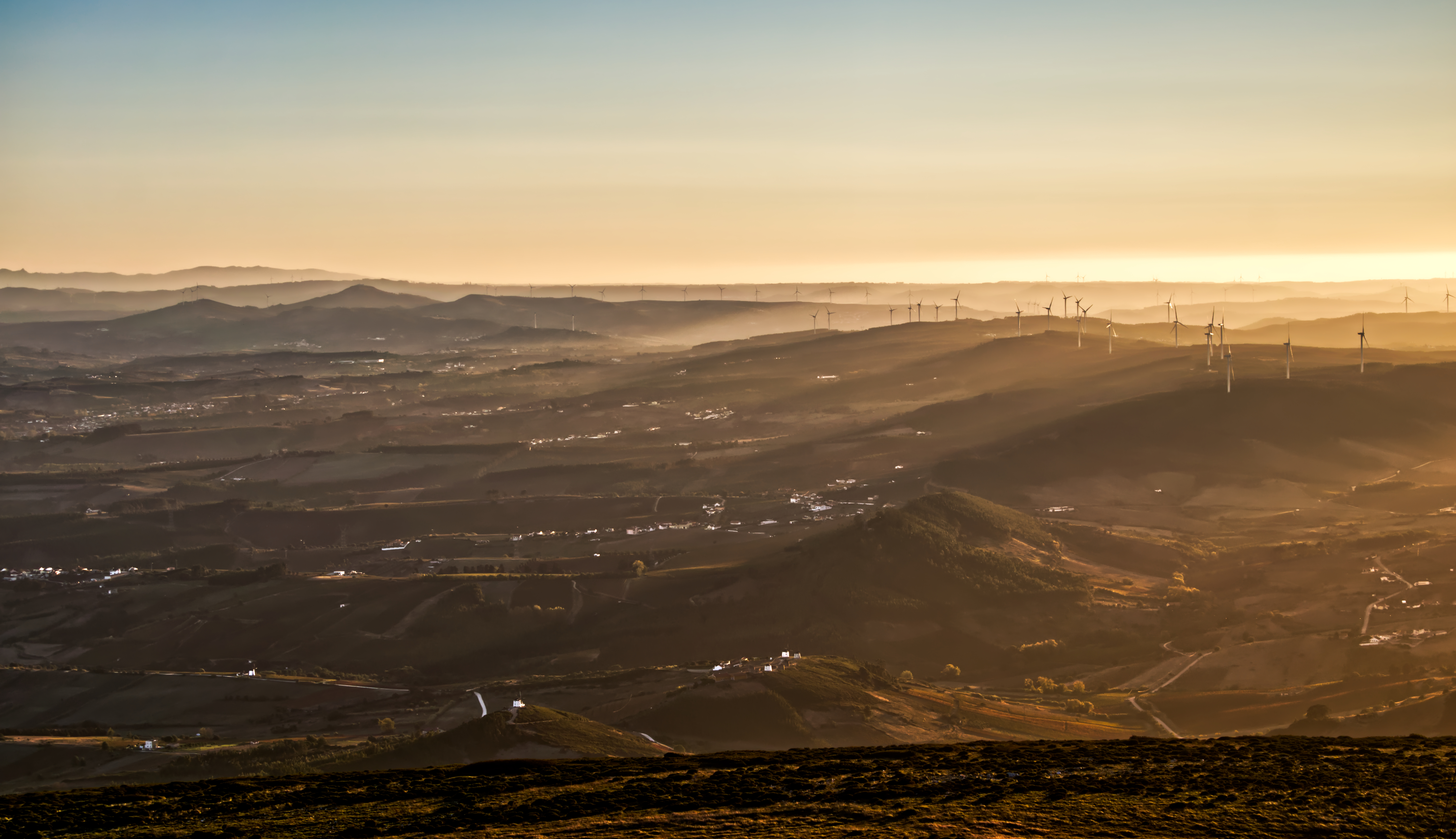
Vista no topo da Serra do Montejunto, ao pôr do sol

A Serra de Montejunto é uma serra de Portugal integrante do Sistema Montejunto-Estrela e localizada nos municípios de Alenquer e Cadaval. É o miradouro natural mais alto da Estremadura, elevando-se a 666 m de altitude, tendo 534 metros de proeminência topográfica e 53.41 km de isolamento. Esta estrutura geológica, com 15 km de comprimento e 7 km de largura, é rica em algares, grutas, lagoas residuais, necrópoles e fósseis pré-históricos.

## Caracterização

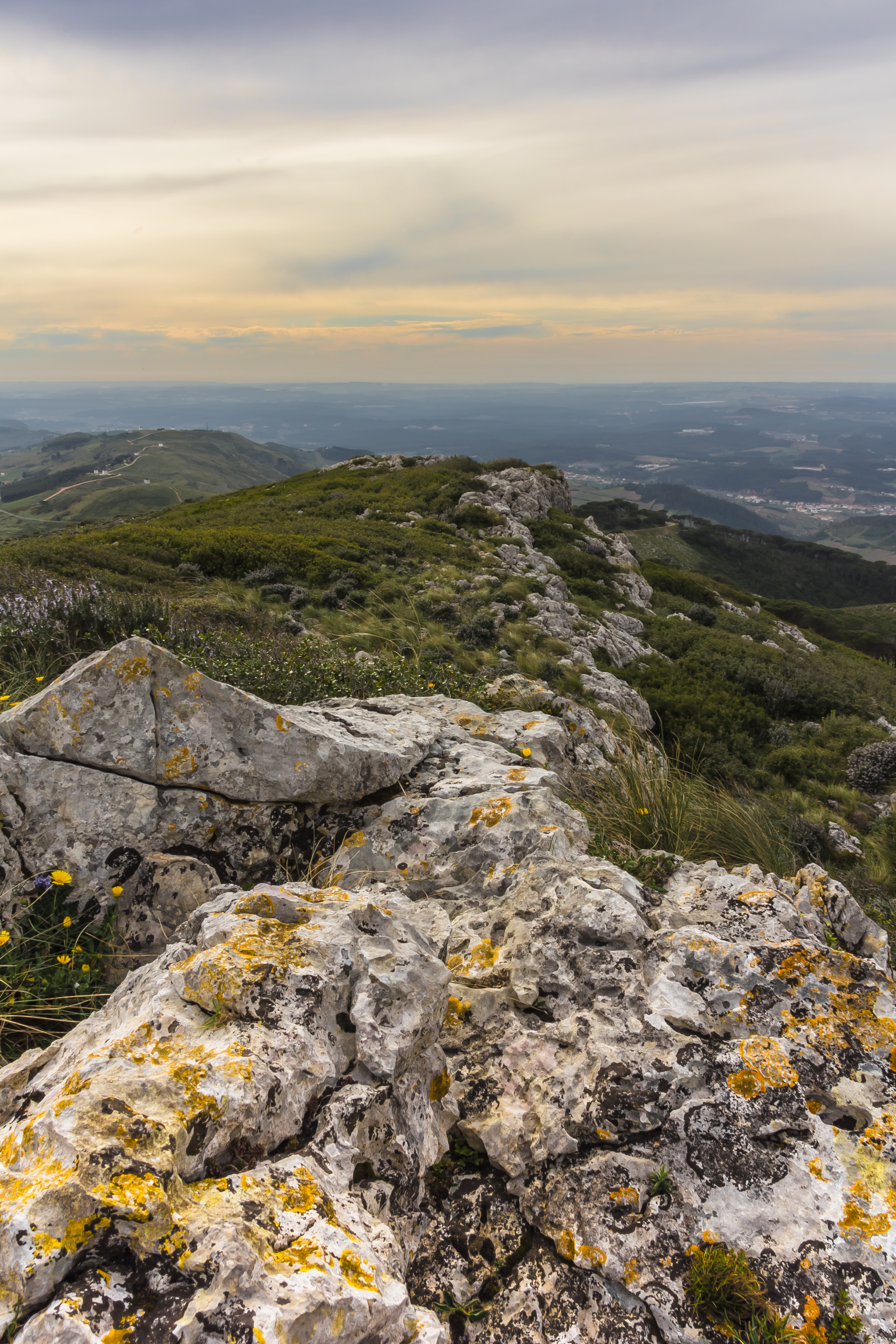
Serra de Montejunto

A serra de Montejunto está englobada no Maciço Calcário Estremenho. Estes calcários apresentam formações cársicas características originadas pela erosão. As escarpas que caracterizam a paisagem são os biótipos mais importantes da serra.
Para além de um carvalhal reliquial e de endemismos próprios dos calcários do Centro de Portugal, existem taxa endémicos ou raros em Portugal que aqui se encontram localizados, havendo outros que, na sua limitada distribuição geográfica, têm aqui uma boa representação.

## Fauna
Em termos faunísticos, em particular no que diz respeito aos quirópteros, trata-se de uma zona de grande importância, não só de hibernação como também de reprodução. Este sítio é constituído essencialmente por um abrigo muito importante na época de criação para uma colónia de morcegos-rato-grande (Myotis myotis), assim como do morcego-de-peluche (Miniopterus schreibersi).

## Flora
- Arabis sadina
- Coincya cintrana
- Juncus valvatus
- Narcissus calcicola
- Silene longicilia

## Localização
Situa-se na  região Oeste, a norte do distrito de Lisboa, entre os concelhos do Cadaval, a norte, e Alenquer, a sul.
Apenas 65 km a separam de Lisboa, distância que facilmente se percorre utilizando as auto-estradas A1, usando a saída de Aveiras de Cima, ou a A8, saídas de Campelos ou de Bombarral, em direcção ao Cadaval.

## Património
Em Montejunto existem as ruínas de dois conventos: um mais antigo dominicano, do século XII, e outro que não chegou a ser concluído.

### Real Fábrica do Gelo
No topo da serra, 600 metros acima do nível do mar, virada a norte, numa zona fria e húmida ergueu-se a Real Fábrica do Gelo. Durante cerca de 120 anos dali saiam blocos de gelo que refrescavam a corte e, mais tarde, os cafés mais chiques de Lisboa. Em 1850, com a invenção do frigorífico, entrou em declínio.
Era um sítio de trabalho duro, entre finais de setembro e fevereiro. Durante as frias noites do alto de Montejunto, os neveiros retiravam o gelo dos tanques, transportavam-no às costas em pesadas cestas e acondicionavam-no nos silos de armazenamento. Ali ficariam até junho, altura em que os blocos de gelo seguiam serra abaixo, até à Vala do Carregado, para seguirem durante a noite, pelo rio Tejo, até Lisboa. 
Funcionou até à invenção do frigorífico, nos finais do século XIX, altura em que ficou entregue ao mato e ao abandono.
Em 1997, foi classificada como Monumento Nacional.